# Pareuxoa meditata
Pareuxoa meditata är en fjärilsart som beskrevs av Köhler 1967. Pareuxoa meditata ingår i släktet Pareuxoa och familjen nattflyn. Inga underarter finns listade i Catalogue of Life.